# Ústav státu a práva Akademie věd České republiky
Ústav státu a práva AV ČR, v. v. i. (zkr. ÚSP), je veřejná výzkumná instituce zaměřená na vědecké bádání v oblasti teoretických otázek státu a práva a právní vědy. V rámci struktury ústavů Akademie věd České republiky je zařazen do oblasti humanitních a společenských věd a dále do sekce sociálně-ekonomických věd.

## Oblast výzkumu
Ústav provádí vědecký výzkum v celém spektru právní vědy, včetně oblastí jako je právní informatika a klimatické právo či medicínské právo. Vedle vlastního výzkumu také vydává vědecké publikace, organizuje vědecké konference, semináře, workshopy a stáže. Rovněž poskytuje vědecká stanoviska, posudky a doporučení. Ve své činnosti spolupracuje s vysokými školami a dalšími českými i zahraničními vědeckými institucemi.

## Odborné časopisy
ÚSP vydává tři recenzované odborné časopisy. V prvé řadě je to nejstarší český právnický časopis Právník, založený již v roce 1861, jehož redakci ústav po svém vzniku převzal. Právník se věnuje teoretickým otázkám státu a práva. Stejné zaměření má také The Lawyer Quarterly, který v ÚSP vychází od roku 2011, a to v anglickém jazyce. V témže roce začal ÚSP vydávat ještě online Časopis zdravotnického práva a bioetiky.

## Historie

### Založení v roce 1955
Československá akademie věd (zkr. ČSAV) byla založena v roce 1952 jakožto vrcholná vědecká instituce zastřešující v Československu mimouniverzitní výzkum. Mezi tzv. zakladatelskými pracovišti ČSAV ústav pro výzkum v právních vědách chyběl. Právní věda byla zastoupena jen třemi úzce specializovanými kabinety, které svým zaměřením nepokrývaly potřebnou šíři oboru. Jednalo se o Kabinet pro dějiny státu a práva v ČSR, Kabinet mezinárodního práva a Kabinet státu a práva SSSR a lidových demokracií. První kabinet se začal konstituovat v průběhu roku 1952, druhý byl po přípravných jednáních oficiálně ustaven začátkem roku 1953, třetí vznikl začátkem roku 1954. ÚSP byl založen pod názvem Ústav práva 1. února 1955 v rámci VII. sekce ekonomie a práva ČSAV jako základ plánovaného jednotného pracoviště základního výzkumu v oblasti vědy o státu a právu. Kabinety byly s nově vzniklým ústavem nejprve k 1. lednu 1956 sloučeny, a to usnesením V. valného shromáždění ČSAV z 18. listopadu 1955, a později se staly vědeckými odděleními ústavu. Původní název ústavu byl zachován do roku 1960, od ledna 1961 byl změněn na Ústav státu a práva ČSAV. Klíčovou formující osobností a autoritou v ÚSP byl jeden z prvních členů korespondentů ČSAV Viktor Knapp, který ústav vedl v letech 1956–1973, poté zde setrval jako vědecký pracovník a do ředitelské funkce se vrátil v období 1990–1994.
ÚSP byl v českých zemích historicky prvním pracovištěm, které se mělo soustřeďovat na široce pojatý základní právní výzkum. Právníci sice byli členy starších vědeckých institucí, které ČSAV nahradila, tedy Učené společnosti Království českého a Královské české akademie věd a umění, avšak ani v jejich rámci, ani mimo něj dosud žádný samostatný ústav věnující se právu neexistoval.

### Vydávání odborných časopisů v 50. letech 20. století
Od svých počátků byl ÚSP významným vydavatelem odborných právních periodik. Od Ministerstva spravedlnosti převzal v roce 1953 redakci Právníka, nejstaršího českého právnického časopisu. Od poloviny 50. let 20. století začal navíc vydávat také tři zcela nové odborné časopisy – od roku 1955 Právněhistorické studie a Studie z mezinárodního práva a od roku 1956 ještě teoretický časopis Stát a právo.

### Postgraduální vzdělávání od 50. let 20. století
Vedle toho byl ÚSP rovněž pověřen zajišťováním postgraduálního právnického vzdělávání. Od roku 1957 zde probíhaly obhajoby a byly udělovány vědecké tituly v oblasti práva. ÚSP se stal po právnických fakultách v Praze a v Bratislavě třetím právnickým školicím pracovištěm v tehdejším Československu.

### Výzkum v 50. letech 20. století
Výzkumná činnost ústavu se začala rozvíjet v období nastupujícího komunistického režimu, tedy v podmínkách pro společenské vědy velmi nepříznivých. Od právní vědy stejně jako od ostatních vědních oborů režim očekával, že se začne řídit sovětským vzorem, bude sloužit „výstavbě socialismu“ a aplikovat teoreticko-metodologický základ marxismu-leninismu. Aby komunističtí ideologové tyto požadavky argumentačně podpořili, mluvili o „zaostávání“ tehdejší československé právní vědy. Tento tlak a přísná kontrola nemohly zůstat bez vlivu na výzkum prováděný v ÚSP a na jeho vědecká východiska a závěry. Nicméně i za těchto nepříznivých okolností se v ÚSP dařilo alespoň právním historikům produkovat seriózní a ideologicky nezatížené publikace.

### Výzkum po roce 1956 – cesta k pražskému jaru roku 1968
Po tzv. odhalení kultu osobnosti J. V. Stalina na dvacátém sjezdu Komunistické strany Sovětského svazu v roce 1956 nastalo postupné uvolňování poměrů, osvobozování od ideologických stereotypů a posun směrem ke svobodnějšímu myšlení. Velmi tomu prospívala rozšiřující se mezinárodní spolupráce. Vědci z ÚSP byli zváni na zahraniční konference a působili na zahraničních univerzitách. Někteří z pracovníků ÚSP v šedesátých letech 20. století patřili mezi intelektuály, kteří usilovali o reformu komunistického systému, čímž se stali protagonisty vývoje směřujícího k pražskému jaru roku 1968. Významným centrem reformních myšlenek byl mezioborový výzkumný tým s názvem Rozvoj politického systému socialistické společnosti, zřízený při ÚSP v roce 1966 na pokyn předsednictva Ústředního výboru Komunistické strany Československa (KSČ). V čele týmu stál známý právník, politik a reformní komunista Zdeněk Mlynář (zaměstnaný v ÚSP v letech 1956–1968). Tým, jehož jádro tvořili Petr Pithart, Zdeněk Jičínský, Karel Kaplan, František Šamalík, Vladimír Klokočka a Lubomír Brokl, dospěl k nesouhlasu s ideologickým monopolem KSČ a k přesvědčení, že nezbytným předpokladem demokracie je politický pluralismus. Někteří zaměstnanci ÚSP se v tomto období podíleli na přípravě nové legislativy, která však nestihla být dokončena a schválena, neboť veškeré reformní snahy ukončila okupace Československa vojsky Varšavské smlouvy v srpnu roku 1968. Nastalo období systematického úsilí vládní a stranické moci o obnovení starých komunistických pořádků, tzv. normalizace. Po změně ve vedení ČSAV musel ÚSP stejně jako všechny ústavy, a společenskovědní zejména, přikročit k přehodnocování postojů a k sebekritice. Na začátku sedmdesátých let již v ÚSP nepracoval žádný z někdejších pracovníků oddělení teorie práva a oddělení pro politickou vědu, která byla centry reformních myšlenek. Několik pracovníků emigrovalo.

### Výzkum v 70. a 80. letech 20. století
Od svého vzniku procházel ÚSP průběžně vždy v rozmezí několika let reorganizacemi, které upravovaly počet a zaměření vědeckých oddělení. Změny odrážely nové výzkumné trendy a snahu rozšiřovat pole působnosti na obory, které nebyly pěstovány na jiných právnických pracovištích v republice. Nejinak tomu bylo také v sedmdesátých a osmdesátých letech. Zatímco právněhistorický výzkum, byť úspěšný, byl v ÚSP utlumen, ve výzkumných programech se nově objevilo srovnávací právo, právo životního prostředí, právní informatika a lingvistika. V tomto období v ÚSP vznikl také základ první automatizované databáze právních informací v Československu. ÚSP rovněž pokračoval v právněporadenských činnostech, které od svého založení prováděl pro potřeby státních orgánů i tehdy státem vlastněných podniků.

### Výzkum po roce 1989
K dalšímu rozšíření oblastí výzkumu došlo po politických změnách v roce 1989. Přechod k demokratickému státnímu uspořádání a svobodnému podnikání postavil před českou právní vědu nové úkoly. Pracovníci ÚSP se intenzivně účastnili legislativní činnosti jako členové legislativních rad federální vlády a vlády ČR a jejich odborných komisí a vyvíjeli expertní činnost pro státní orgány. Také pro samotný ÚSP znamenalo toto náročné období nutnost upravit vnitřní organizační strukturu a vypořádat se se změnami ve svém právním postavení. ÚSP se totiž stal součástí nové Akademie věd České republiky, která byla založena se zánikem Československa 31. prosince 1992. Výzkum se v období devadesátých let zaměřoval mimo jiné na otázky sbližování právního řádu ČR s právními řády Evropského společenství a na právní komparatistiku. Pracovníci ÚSP se zapojili do legislativní přípravy rekodifikace soukromého práva a do řešení aktuálních otázek ústavního práva a problémů harmonizace právního řádu ČR s právem Evropské unie. Po roce 2001 se vědci z ÚSP podíleli na přípravě zákoníku práce, občanského zákoníku, věcného záměru obchodního zákoníku a novelizace trestního řádu. Pozornost byla věnována také internetovému právu.

### Po roce 2007 – veřejná výzkumná instituce
Od 1. ledna 2007 se ÚSP stal veřejnou výzkumnou institucí podle zákona č. 341/2005 Sb., o veřejných výzkumných institucích (ve zkratce v. v. i.), a je zapsán v Rejstříku veřejných výzkumných institucí. Má vlastní právní subjektivitu a je součástí Akademie věd ČR, která je jeho zřizovatelem. Výzkumné aktivity ústavu pokrývají vedle tradičních oborů práva také oblasti nové, které přináší současnost. Vědci se zabývají aktuálními otázkami klimatického práva, medicínského práva, práva informačních technologií či právních aspektů umělé inteligence a robotiky. Součástí jejich aktivit je nadále také expertní činnost pro orgány státní správy.

## Ředitelé
- 1955–1956: Ivan Bystřina
- 1956–1973: Viktor Knapp
- 1973–1979: Zdeněk Češka
- 1979–1982: Otto Kunz
- 1982–1990: Josef Blahož
- 1990–1994: Viktor Knapp
- 1994–2002: Vladimír Balaš
- 2002–2009: Jaroslav Zachariáš
- 2009–2015: Jan Bárta
- 2015–2025: Ján Matejka
- 2025–dosud: Lenka Vostrá